# Obraz Matki Boskiej Staroskrzyńskiej
Obraz Matki Boskiej Staroskrzyńskiej – namalowany na desce wizerunek Matki Boskiej z Dzieciątkiem (tzw. Hodigitria) z XV wieku, znajdujący się w ołtarzu kościoła parafialnego pw. św. Wojciecha w Skrzyńsku. Należy do tablicowego malarstwa gotyckiego, grupy tzw. Madonn Piekarskich.

## Sanktuarium Matki Boskiej Staroskrzyńskiej
Pierwszy kościół w Skrzyńsku, pod wezwaniem Trójcy Świętej, zbudował około 1130 roku Piotr Dunin Włostowic. On też umieścił w nim obraz Matki Bożej, przed którym miał dostąpić łaski przywrócenia wzroku i mowy.
Obecny kościół pod wezwaniem św. Wojciecha został ufundowany przez Karola Szydłowieckiego w drugiej połowie XVIII wieku. Usytuowany jest na wzgórzu, przy drodze z Przysuchy do Klwowa. Wybudowany w stylu późnobarokowym, dwuwieżowy, jednonawowy.
6 września 1998 roku, Prymas Polski kardynał Józef Glemp, w asyście dwudziestu biskupów, kilkuset prezbiterów, oraz ponad stutysięcznego zgromadzenia wiernych, dokonał koronacji wizerunku Matki Bożej Staroskrzyńskiej koronami papieskimi.